# 韓政
韓政（？—1378年），河南睢县人，明朝初年军事将领。
其最初为起义将领，后归顺朱元璋，任江淮行省平章政事。当初李濟占领濠州，虽然名为张士诚守卫，实际则为观望。朱元璋派李善长修书招降，但是没有回信。朱元璋叹道，“濠州是我家乡，李濟这样做岂不是让我有国无家？”于是派遣韓政指挥顧時建云梯巨石从四面围攻濠州。李濟当时无法支撑，只能投降，韓政把李濟送到应天，朱元璋大喜，并让顧時守卫濠州。
韓政后来跟从徐达攻占安豐，并狂追四十余里活捉元朝将领忻都，与俄而貞的援兵进行交战并击败。此后攻下淮東、西悉。之后北伐，招降梁城守將盧斌。分兵攻击山东，在益都、濟寧、濟南战役中都有功劳。后攻克東平，升任山東行省平章政事。后会师臨清，攻下東昌，守卫廣平、彰德。后调任陕西。洪武三年封東平侯。此后更从李文忠攻下應昌。洪武十一年去世，朱元璋亲自参加葬礼，追封其鄆國公。